# Saint-Gervasy
Saint-Gervasy ist eine französische Gemeinde mit 1990 Einwohnern (Stand 1. Januar 2022) im Département Gard der Region Okzitanien.

## Geografie
Saint-Gervasy liegt zehn Kilometer östlich von Nîmes, am Rande der Garrigues.
Die Nachbargemeinden von Saint-Gervasy sind Cabrières im Norden, Bezouce im Osten, und Marguerittes im Süden und im Westen.

## Geschichte
L’Usteau du Loup (deutsch „Kabine des Wolfs“) ist das einzige Galeriegrab der Region. Es liegt südwestlich von Saint-Gervazy.
Seit dem 5. Jahrhundert gab es an der Stelle des heutigen Dorfes eine kleine Siedlung. Damals gab es eine frühchristliche Kirche, die den Heiligen Gervasius und Protasius gewidmet war. Sie wurde von Felix, dem ersten bekannten Bischof von Nîmes, der 407 bei einem Angriff feindlicher Stämme getötet wurde, geweiht. 1156 wurde das Dorf erstmals als Villa Sancti Gervasi erwähnt. Während des Tuchineraufstands wurde das Dorf 1382 von aufständischen Bauern verwüstet. Saint-Gervasy war zur Zeit der Hugenottenkriege zwischen Protestanten und Katholiken umkämpft. 1620 wurde der Priester von den Protestanten getötet. 1622 wurde Saint-Gervasy erneut geplündert. Bis zur Französischen Revolution blieb das Dorf von weiteren Unruhen verschont. 1706 errichtete ein Hirte aus Ventabren auf dem Péchicard-Hügel ein Holzkreuz, das an die Hugenottenkriege erinnern sollte. Bald wurde es zur Pilgerstätte. Sogar Gläubige aus dem Schwarzwald kamen nach Saint-Gervasy. Die Ideale der Französischen Revolution stießen in dem Dorf auf wenig Rückhalt. 1793 wurde es in Belleviste umbenannt. Obwohl der Revolutionskalender nur noch jeden zehnten Tag als freien Tag vorsah, arbeitete die Bevölkerung weiterhin am Sonntag nicht. Per Gesetz vom 15. Mai 1794 stand auf dieses Verhalten eine Geldstrafe. Der Kult der Vernunft genoss im Dorf ebenfalls sehr wenig Rückhalt.

## Kultur und Sehenswürdigkeiten
- Kirche aus dem 12. Jahrhundert
- Kapelle auf dem Péchicard-Hügel (18. Jahrhundert)[1]

## Demografie

### Bevölkerungsentwicklung
| Jahr      | 1962 | 1968 | 1975 | 1982 | 1990 | 1999 | 2008 | 2017 |
| Einwohner | 379  | 495  | 571  | 791  | 1242 | 1476 | 1669 | 1899 |

### Altersstruktur
31 Prozent der Bevölkerung sind 19 Jahre alt oder jünger. Drei Prozent der Bevölkerung sind 75 Jahre alt oder älter.